# Heodes villaceus
Heodes villaceus är en fjärilsart som beskrevs av Pionneau 1926. Heodes villaceus ingår i släktet Heodes och familjen juvelvingar. Inga underarter finns listade i Catalogue of Life.